# Mecca-Cola
Mecca Cola è una cola alternativa, prodotto di spicco della Mecca Cola World Company. Il nome del marchio contiene la traduzione in alfabeto latino de مكة المكرمة (Makkah al-Mukarramah, o "Mecca"), città santa dell'Islam.
Nel 2005, Mecca-Cola era venduta in una quarantina di paesi, e la sua gamma di prodotti annoverava, oltre ad una coca classica, una di tipo diet (senza zucchero), nonché delle bibite al pompelmo, al limone e all'arancia.

## Origine
È stata lanciata ufficialmente il 5 novembre 2002 per iniziativa dell'imprenditore franco-tunisino Tawfik Mathlouthi. Nonostante sia un'impresa capitalista a tutti gli effetti, l'intenzione di questa impresa è anche quella di fare della beneficenza; parte dei profitti infatti vengono devoluti alle associazioni per i diritti umani dei Territori occupati da Israele. Il creatore si è ispirato a un prodotto iraniano, la Zam Zam Cola, che aveva già avuto successo in Arabia Saudita e nel Bahrein. Egli aveva deciso di importare la Zam Zam in Francia, ma non avendo ricevuto alcuna risposta dalla cola iraniana, decise di produrne una da sé. La Mecca-Cola ha, a sua volta, ispirato la creazione della Qibla Cola nel Regno Unito, Arab Cola e Muslim Up in Francia.
La Mecca Cola è attualmente in via di espansione in Africa ed è in trattativa con una fabbrica in un paese africano per la creazione di tutta una Linea "Mecca-Drinks", dalle bibite alle acque minerali.

## Diffusione
Oggi Mecca Cola è distribuita in 60 paesi. È venduta particolarmente in Medio Oriente, in Europa, in Asia, e in Africa, e in modeste quantità anche in America e Oceania. Anche se il prodotto è stato creato in Francia, la sede dell'azienda si trova a Dubai negli Emirati Arabi Uniti dall'ottobre 2003. Caratteristica di questo prodotto è che non si trova nelle catene dalla grande distribuzione, ma solo nei piccoli negozi specializzati dei quartieri a forte immigrazione delle città europee. In Francia, paese a forte immigrazione magrebina, nel 2003 sono stati venduti 20 milioni di litri della «Mecca».
In Israele, un industriale della zona di Taibe, a nord di Tel Aviv, Makdad Idriss, distribuisce la  «soda impegnata» e la commercializza nelle località arabe dello stato ebraico.

## Curiosità
La compagnia è stata lo sponsor e la bevanda ufficiale del summit tenutosi nell'ottobre 2003 dell'Organizzazione della Conferenza Islamica, in Malaysia.